# Мод (шхуна)
«Мод» (норв. Maud) — экспедиционное судно Руаля Амундсена и Оскара Вистинга, на котором были совершены плавание Северо-Восточным проходом (1918—1920) и дрейф в Восточно-Сибирском море (1922—1925). Названо в честь королевы Норвегии — Мод Уэльской (1869—1938). Планом Амундсена предполагался трансполярный дрейф от Берингова пролива до Шпицбергена с достижением Северного полюса, но ошибки в планировании и неизученность течений Северного Ледовитого океана не позволили его реализовать. В 1925 году за долги судно было продано Компании Гудзонова залива, в 1930 году затонуло, и только в 2016 году было поднято на поверхность. В 2018 году корпус шхуны был доставлен в Норвегию, предполагается реставрация и открытие музея в Воллене, коммуна Аскер.

## Подготовка экспедиции
В 1907 году Руаль Амундсен принял решение совершить пятилетний дрейф в паковых льдах от Берингова пролива до Шпицбергена с целью достижения Северного полюса, для чего ему была передана шхуна «Фрам». Прежде подобный дрейф был совершён Нансеном в 1893—1896 годах. Амундсен планировал начать экспедицию в 1910 году, но из-за сообщений о достижении Северного полюса Куком или Пири вынужден был отправиться в Антарктику. С точки зрения самого Амундсена поход к Южному полюсу был только импровизированной частью его экспедиции к главной цели — Северному полюсу.
К 1913 году предполагалось перевести «Фрам» в Сан-Франциско и сразу отправиться к Берингову проливу и Северному полюсу. К тому времени фонд экспедиции на «Фраме» располагал 330 000 крон, в дальнейшем его планировалось пополнять гонорарами за книгу Амундсена и его выступления в разных странах мира. 19 апреля он писал дону Педро Кристоферсену — главному спонсору, — что заказал себе два гидросамолёта, которые могут принести экспедиции большую пользу. Однако спонсоры не торопились жертвовать на вторичное достижение Северного полюса, вдобавок участники похода к Южному полюсу не желали продолжения похода. К осени представилась возможность использовать «Фрам» в церемонии открытия Панамского канала, 3 октября 1913 года «Фрам» под командованием Т. Нильсена прибыл в Колон. Поскольку к декабрю канал всё ещё не был открыт, от этой идеи Амундсен отказался. 16 июня 1914 года старое судно вернулось в Хортен и было поставлено на прикол. «Фрам», выдержав две экспедиции в Арктике и одну в Антарктике, а также кругосветное плавание, был сильно изношен; стоимость капитального ремонта оценивалась в 150 тыс. крон, что примерно равнялось стоимости его постройки. 29 апреля 1914 года Амундсен телеграфировал норвежскому консулу в Сан-Франциско, что экспедиция к Северному полюсу откладывается до 1915 года. Одновременно полярник обратился в Гидрографическое управление Морского министерства Российской империи с просьбой ознакомления с материалами для плавания Северо-Восточным проходом до Берингова пролива, которые и были ему предоставлены.
В 1914 году правительство Норвегии предоставило в распоряжение Амундсена 200 000 крон на северополярную экспедицию, причём Нансен подсчитал, что реальная её стоимость будет вдвое дороже и брался найти недостающие средства. После начала Первой Мировой войны Амундсен вернул родине грант. У Амундсена к тому времени было 25 000 долларов свободных денег, которые он принялся активно инвестировать в традиционный бизнес своей семьи — фрахт. Единовременная продажа акций в 1916 году обеспечила его миллионным состоянием. Весной 1916 года Амундсен решился вернуться к своим северополярным планам, заработав достаточно, чтобы финансировать экспедицию из собственных средств. В переписке он называл датой отхода лето 1917 года. Поскольку «Фрам» сильно обветшал и был государственной собственностью, Амундсен предпринял строительство собственного полярного судна.

## «Мод»: строительство и конструкция

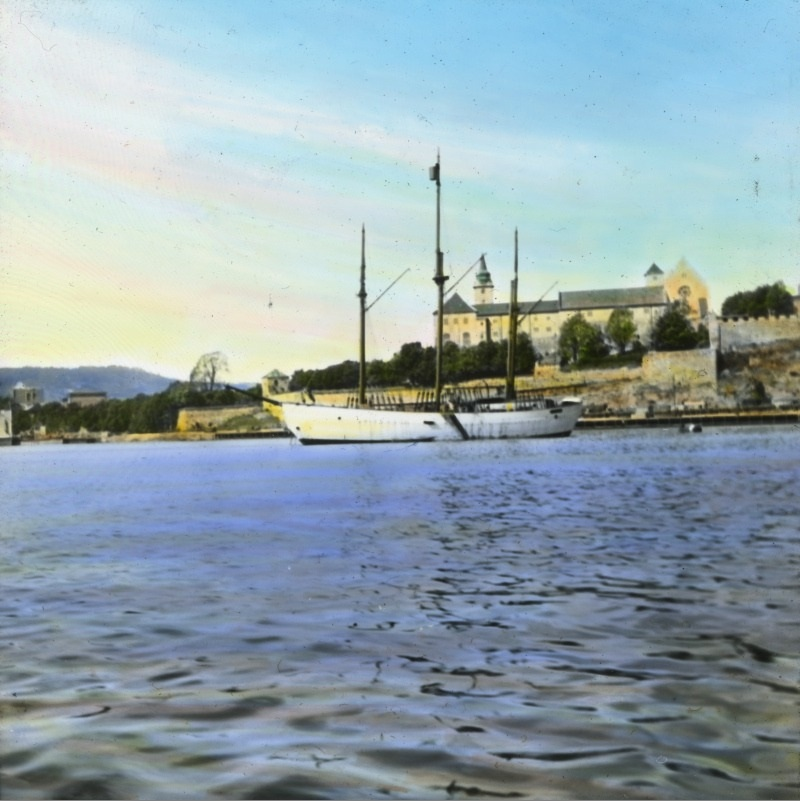
«Мод» у крепости Акерсхус. Раскрашенное фото 1918 года

Для строительства нового экспедиционного судна Амундсен обратился к конструктору Кристиану Енсену, у которого была верфь в Воллене (губерния Акерсхус). Проект делали по чертежам «Фрама», была предусмотрена смета в 300 000 крон. Киль был заложен в 1916 году. Спуск на воду прошёл на рассвете 7 июня 1917 года, причём вместо шампанского при церемонии освящения была использована сосулька. Корабль получил имя «Мод» в честь королевы Норвегии — Мод Уэльской, на что король Хокон VII дал специальное разрешение.
Енсен опубликовал чертежи судна в 1917 году. «Мод» имела длину по палубе 118 футов (36,0 м) и 98 (29,9 м) по ватерлинии. В регистре Ллойда после продажи в 1926 году она была зарегистрирована как трёхмачтовая шхуна с вместимостью 385 тонн брутто и 339 — нетто. Норвежские источники приводят нетто-регистровый тоннаж в 292 регистровые тонны. Киль — дубовый из двух цельных плах сечением 13½ × 10½ дюймов (34 × 27 см) с еловым фальшкилем. Шпангоуты и стрингеры были дополнительно укреплены, палубные бимсы имели в сечении 10 дюймов (25,5 см), палубный настил был толщиной в 3 дюйма (7,7 см). Внешних обшивок, как и на «Фраме», было три, они крепились к набору болтами, проходящими через все слои. Подводная часть судна имела дополнительную ледовую обшивку из сосны высотой 2 метра от киля. Амундсен не был удовлетворён продукцией норвежских фирм и заказал пиломатериалы в Голландии. По сравнению с «Фрамом» «Мод» имела более острые обводы и меньшую осадку, для Амундсена это было важно для манёвров на мелководье. Судно было оснащено как марсельная шхуна; мачты и такелаж для экономии средств были сняты с «Фрама». «Мод» была оснащена 240-сильным двигателем с калильной головкой Болиндера, приводящим в движение стальной двухлопастной винт, который можно было отсоединить и поднять на палубу; подъёмным было и рулевое устройство. Силовую установку обустраивал сотрудник фирмы AB Diesel Motorer — Кнут Сюндбек (Knut Sundbeck, 1883—1967), который создавал двигатель и для «Фрама». Запас солярки составлял 100 тонн. Имелся также вспомогательный двигатель в 15 л. с., который приводил в движение якорную лебёдку, а также заряжал электрогенератор для грузовой стрелы, электрического освещения и работы радиостанции. Последняя предназначалась не только для связи с внешним миром, но и для приёма сигналов точного времени.
Помещения для экипажа располагались в надстройке на верхней палубе, начинавшейся от грот-мачты и тянувшейся до кормы. Там были расположены 10 индивидуальных кают для экипажа, кают-компания, камбуз и лаборатория. Каюты были изолированы 5-дюймовыми (13 см) панелями и войлоком, потолочные иллюминаторы были с двойной рамой. Полы были утеплены матами из кокосового волокна и линолеумом. Во время зимовок и дрейфа во льдах на верхней палубе натягивали тент во всю длину судна, под которым всегда поддерживалась температура на 10 градусов выше наружной. Кроме того, была оборудована тёплая мастерская, а перед фок-мачтой устроили баню с предбанником.
Хотя по смете на строительство предполагалось потратить 300 тысяч крон, из-за военной дороговизны общая стоимость судна достигла миллиона (собственно материалы 650 000 крон, остальное — жалованье рабочим и проч.). Для экономии правительство позволило снять с «Фрама» всё оборудование, которое могло пригодиться. В итоге на «Мод» были использованы мачты и стеньги, стоячий и бегучий такелаж, все паруса, капитанский мостик, рулевое устройство, большая и две малые шлюпки со шлюпбалками, якорная лебёдка, резервный якорь и верп, трап, керосиновые баки, и прочее. Амундсену пришлось просить правительство вернуть 200 000 крон, от которых он отказался в 1914 году; средства были ему предоставлены в течение двух недель.
Снаряжение экспедиции было весьма затруднено, так как провиант пришлось заказывать в США. Неоценимую помощь при этом оказали американский миллионер Линкольн Эллсворт и Фритьоф Нансен — тогдашний посол Норвегии в США. Поскольку предполагалось, что дрейфом судно вынесет за полюс, что позволит совершить походы к северной Гренландии, на мысе Колумбия были организованы дополнительные склады. Их организацией занимался датчанин Готфрид Хансен — ветеран экспедиции на «Йоа» 1903—1906 годов. Затруднение вызвало даже снабжение экспедиции спиртом для зоологических коллекций и крепкими напитками, поскольку из-за войны в Норвегии был введён сухой закон. Амундсен считал спиртное в малых дозах лекарством и средством психологической разрядки в замкнутом коллективе.

## Северный морской путь

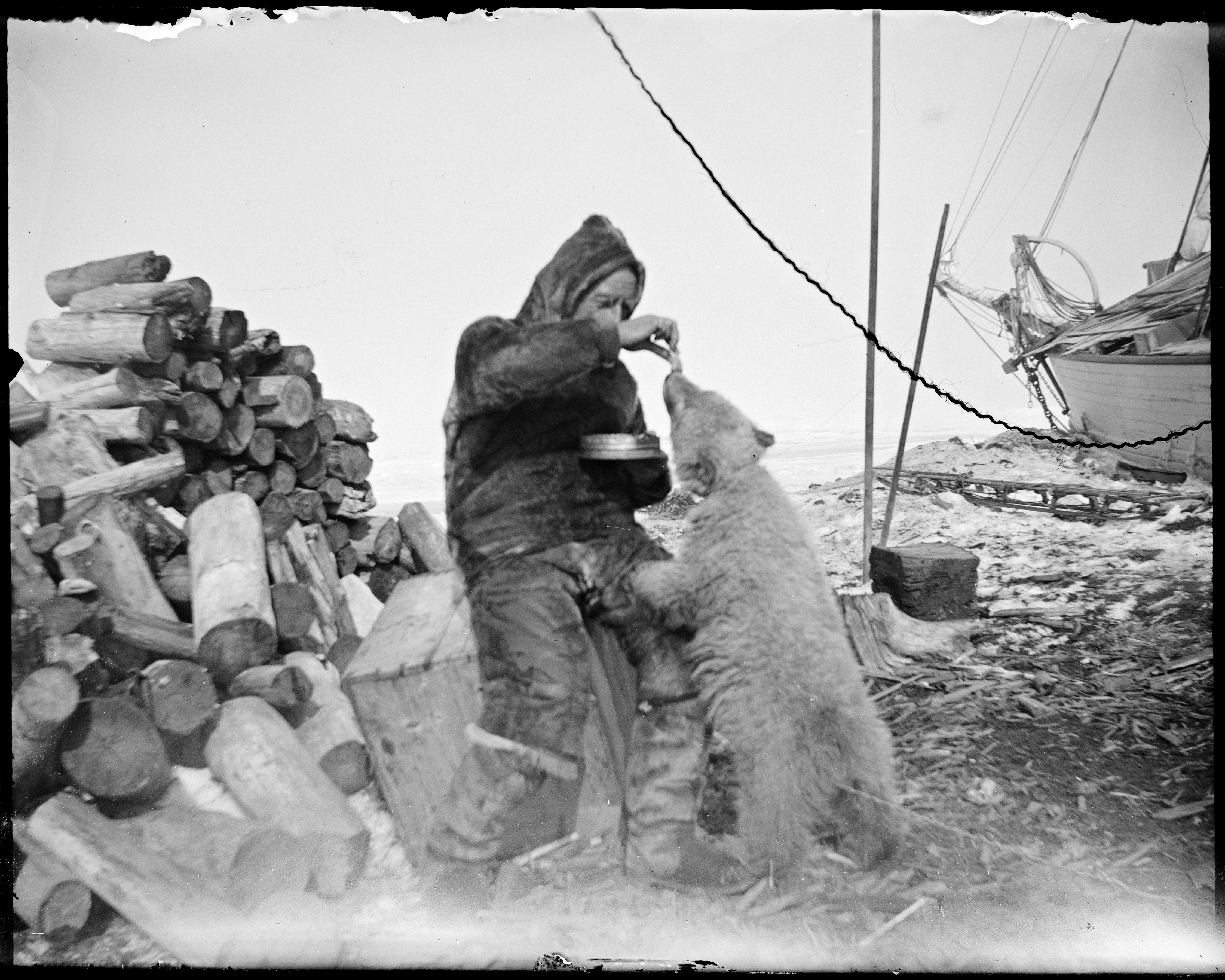
Амундсен на зимовке подкармливает белую медведицу Марию, 1920

«Мод» отплыла из Кристиании 24 июня 1918 года. На судне было 9 человек команды, из них четверо участвовали в предыдущих экспедициях Амундсена. Командиром судна был назначен Хельмер Хансен (ветеран покорения Южного полюса), в состав команды входил также геофизик Харальд Свердруп. Амундсен взошёл на борт своего корабля только 14 июля в Тромсё, буквально за несколько дней до того вернувшись из США. Корабль вышел в море 16 июля — в 47-й день рождения начальника экспедиции. В Югорском Шаре в команду был принят полурусский-полунорвежец Геннадий Олонкин в качестве второго моториста и радиста. Его отцу и матери ежемесячно перечислялось жалованье сына в 200 крон.
9 сентября 1918 года «Мод» была зажата льдами у мыса Челюскина — в 25-ю годовщину прохождения мыса «Фрамом», пришлось встать на незапланированную зимовку. Бухта в 21-й морской миле к востоку от мыса Челюскина получила название Мод Хейвен (Гавань «Мод»). 30 сентября Амундсен упал с борта на лёд, сломав левую руку в двух местах, выше и ниже плечевого сустава. Перелом сопровождался мышечными судорогами. Ещё через пять недель Амундсен едва не был растерзан медведицей и получил серьёзные травмы спины. Уже в США выяснилось, что переломы срослись неправильно, сломанная рука стала короче другой. Специалисты даже утверждали, что Амундсен вовсе не должен был владеть рукой, но она работала. 10 декабря Амундсен получил тяжёлое отравление угарным газом из-за неисправности керосиновой лампы и с тех пор стал испытывать серьёзные проблемы с сердцем. Зимовка вообще была тяжела: парусный мастер Рённе страдал алкоголизмом (он был по совместительству коком и имел доступ к судовым запасам спиртного), у некоторых членов команды появились признаки психического расстройства. Участились и конфликты членов команды с больным Амундсеном.

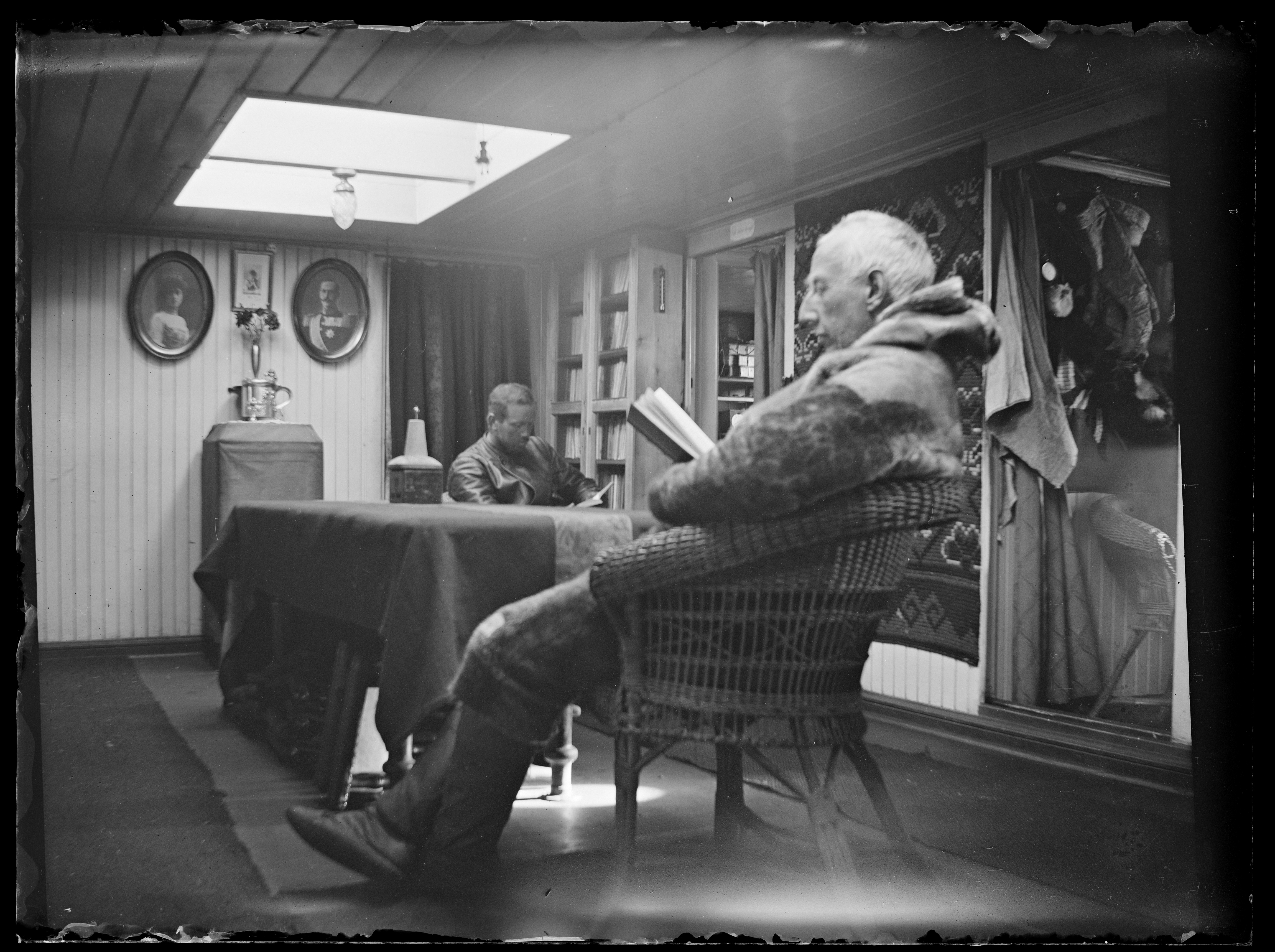
Амундсен в кают-компании «Мод»

В сентябре 1919 года судно покинули два матроса: Петер Тессем и Пауль Кнудсен. Амундсен в разное время по-разному объяснял причины их отправки на Диксон, находящийся в 800 км юго-западнее места зимовки. Первоначально он говорил о необходимости доставки почты с результатами исследований в Норвегию. Это не очень убедительно, так как там эту почту никто не ждал. В изданной через пять лет автобиографии он объяснял решение болезнью Петера Тессема, который испытывал сильные головные боли. На родину Тессем и Кнудсен так и не вернулись, останки были найдены только в 1921—1922 годах экспедициями Н. А. Бегичева и Н. Н. Урванцева. По-видимому, Кнудсен провалился в полынью, а Тессем по неустановленной причине умер в нескольких километрах от полярной станции на о. Диксон. Фотографию скелета Тессема сделал Георгий Рыбин в июле 1922 года. После сокращения экипажа Вистинг разобрал переборку и увеличил площадь каюты Амундсена вдвое.
Освободившись из льдов 12 сентября 1919 года, уже через 11 дней «Мод» была вынуждена стать на зимовку у острова Айон на полпути между Новосибирскими островами и Беринговым проливом. На борту едва не произошёл бунт. Харальд Свердруп тогда заинтересовался этнографией и на год поселился в чукотском племени. С 1 декабря 1919 по 14 июня 1920 года Оскар Вистинг и Хельмер Хансен попытались добраться на собаках до Нома на Аляске, но из-за перипетий Гражданской войны в России дошли только до Анадыря и благополучно возвратились. Там же они узнали об окончании Первой мировой войны. Амундсен в мае 1920 года подобрал маленькую белую медведицу, которой дал кличку Мария, выкармливал в течение трёх месяцев, но далее она выросла и стала опасной, после чего её пристрелили.
Только через два года «Мод» достигла Аляски, где выяснилось, что экспедиция обанкротилась, пришлось просить правительственную субсидию. Произошёл крупный конфликт с Хельмером Хансеном, он был уволен, а вскоре на родину запросились и парусный мастер Рённе с мотористом Сюндбеком — оба были ветеранами покорения Южного полюса. Амундсен тем не менее попытался с экипажем в 4 человека пробиться через Берингов пролив (доукомплектовать команду планировалось местными чукчами и русскими охотниками), но пришлось в третий раз зимовать у мыса Сердце-Камень. У «Мод» был сломан гребной винт, а валом льдов судно вынесло на берег, но весной после таяния льда оно вновь оказалось на воде. На зимовке Амундсен удочерил двух чукотских девочек 4 и 10 лет — Какониту и Камиллу, позднее отправив их на обучение в Норвегию и дав свою фамилию. Пока судно было блокировано, в конце зимы 1921 года Вистинг и Х. Свердруп за 10 недель объехали на собачьих упряжках всё побережье Чукотки, преодолев более 2000 километров.

## Дрейф в Восточно-Сибирском море

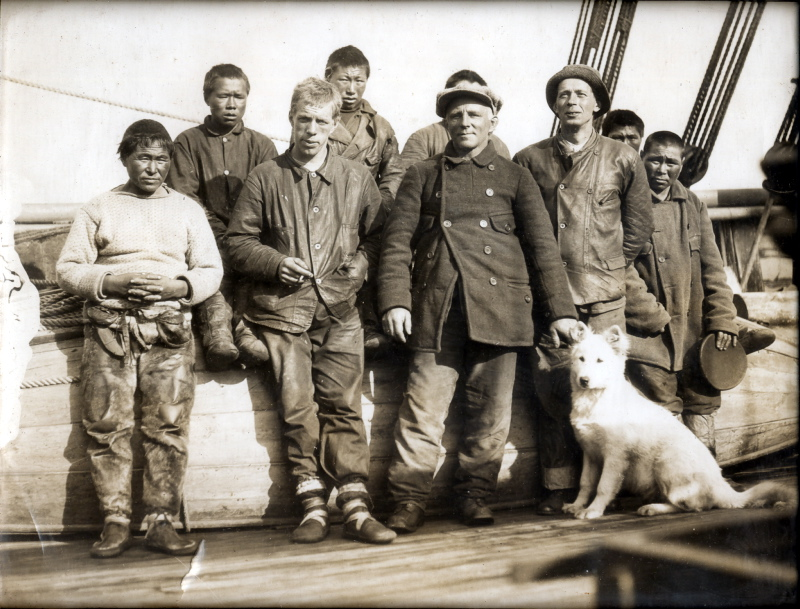
Команда «Мод» на Чукотке. Третий слева Геннадий Олонкин. В центре — Оскар Вистинг

Выйдя из Берингова пролива судно отправилось в Сиэтл для ремонта и укомплектования. Ассистентом Свердрупа стал Финн Мальмгрен (1895—1928). Норвежское правительство предоставило 500 000 крон для продолжения экспедиции.
В Сиэтле в 1921 году Амундсен передал командование экспедицией Вистингу, а сам отбыл в Европу разрабатывать планы достижения Северного полюса на самолёте. Он привёз из Европы пилотов Оскара Омдаля и Одда Даля, 3 июня 1922 года Амундсен с лётчиками отбыл в Ном на рейсовом пароходе, туда же параллельно отбыла и «Мод». На «Мод» Амундсен и лейтенант Омдаль добрались до посёлка Диринг в Заливе Коцебу, где 16 июня полярник отпраздновал своё 50-летие. В конце июля радиостанция «Мод» сообщила в Норвегию, что в связи с тяжелейшей ледовой обстановкой перелёт откладывается на будущий год, Даль перешёл на полярное судно. 28 июля «Мод» направилась дрейфовать в Чукотское море.
Дрейф начался 8 августа 1922 года, причём оказалось, что судно несёт паком на северо-запад; за две недели продвинулись почти на 100 км. К концу сентября «Мод» пересекла 73° с. ш. и возникла надежда, что не повторится запутанный дрейф «Жаннетты»: норвежцы за два месяца покрыли большее расстояние, чем американцы за год. Свердруп и Мальмгрен развернули комплексные геофизические и метеорологические измерения. Олонкин занимался драгированием морского дна: когда-то он работал в Мурманске на биологической станции и имел соответствующие навыки. Главной задачей Олонкина было поддерживать связь с внешним миром, с чем он успешно справлялся, установил радиоконтакт со Шпицбергеном и передавал в Европу корреспонденции и сводки погоды. Вместе с норвежцами пошёл и чукча Кокот, который сдружился с ними в сезон 1920—1921 годов.

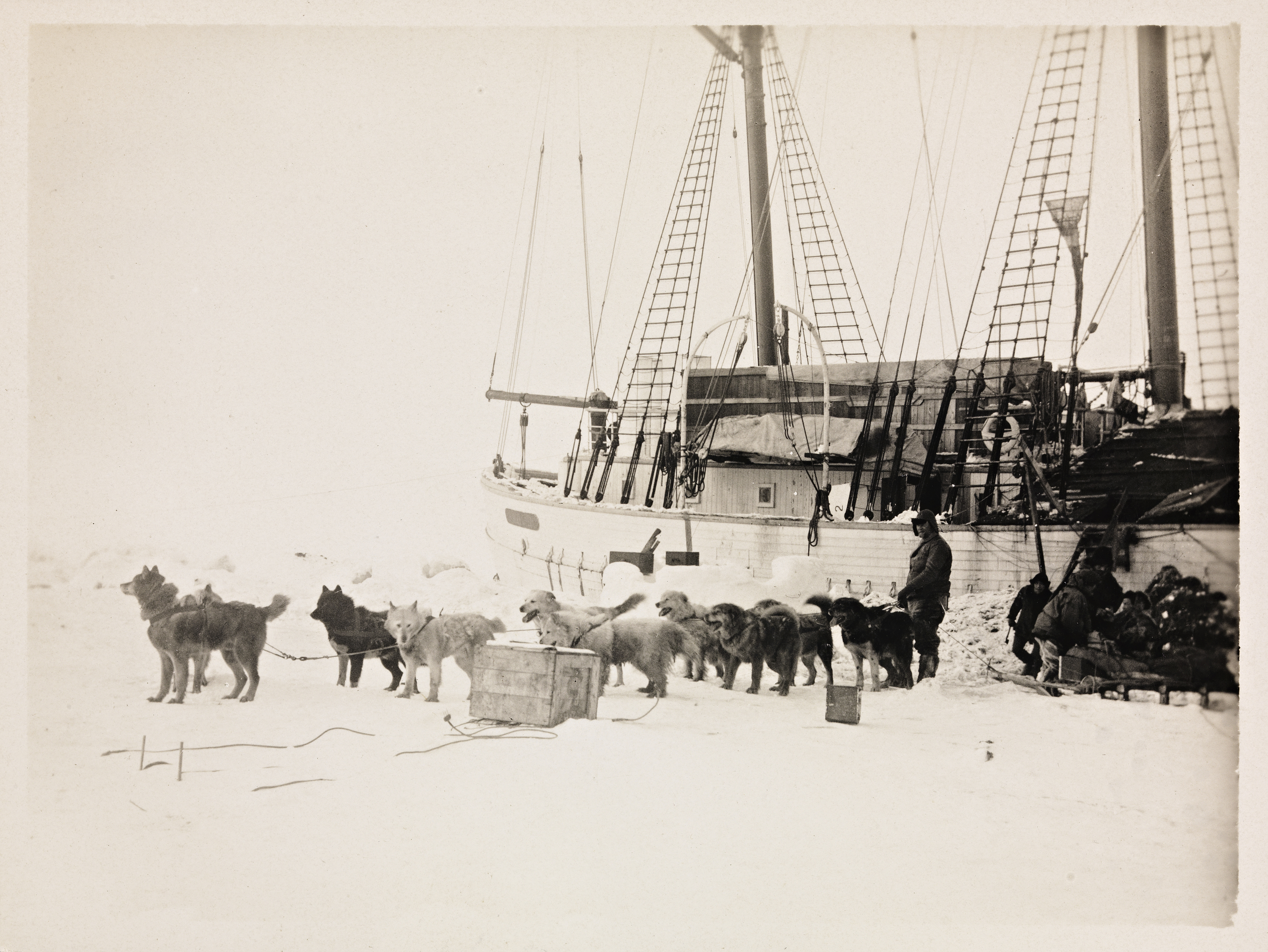
Собачьи упряжки с грузом у борта «Мод»

Весной 1923 года резко замедлился дрейф: «Мод» едва пересекла 74-ю параллель. Места, в которых она дрейфовала, изобиловали живностью: тюленями, белыми медведями, моржами, команда занялась добычей свежего мяса. 5 июня Даль и Вистинг совершили первый полёт на гидросамолёте «Кристина» и увидели, что лёд сильно всторошен и изломан, командир насчитал более сотни полыней. Новый полёт Даль совершил 12 июня, но не удалялся от «Мод» более чем на 15—20 км. 22 июня при взлёте самолёт попал в аварию, но его удалось восстановить. 16 июля при взлёте аэроплан разбился, но Даль и Вистинг остались невредимы. Вскоре от воспаления мозга скончался механик Сювертсен, его тело было похоронено по морскому обычаю в полынье. Настроение команды стремительно ухудшалось, поскольку «Мод» находилась южнее, чем «Жаннетта» в 1878 году. К 10 октября судно отнесло к югу на 180 км. Свердруп рассчитал, что при такой скорости дрейфа они доберутся до Шпицбергена не раньше, чем через пять лет. В ночь на 29 октября началось сильнейшее ледовое сжатие, которое уничтожило павильон для магнитных наблюдений и загон для собак, разбитые на льду. Научные приборы удалось спасти, люди и собаки не пострадали. Сжатия повторялись несколько раз. В ноябре резко упала температура: морозы превысили сорокаградусную отметку. «Мод» дрейфовала строго на запад, описывая зигзаги и петли. Стало ясно, что план Амундсена был ошибочным.
С декабря 1923 года Олонкин восстановил радиосвязь, с борта передавались телеграммы-дневники для Амундсена, который требовал сообщать ему о подробностях жизни экспедиции. На новый, 1924 год, началось сильное сжатие, были уничтожены антенны Олонкина, но их удалось восстановить. Судно едва достигло 75° с. ш. и фактически «кружилось» вокруг островов Де-Лонга. 17 февраля 1924 года Амундсен радировал приказ выходить из дрейфа и возвращаться в Ном. На борту воцарилось уныние: к тому времени для Свердрупа экспедиция длилась 7 лет, а для Вистинга — 14 лет и они были полны решимости остаться в дрейфе и достигнуть полюса.
1 апреля 1924 года увидели остров Вилькицкого, но лёд был настолько изломан, что пройти к нему не удалось. К маю началось таяние льда, и вечером 9 мая «Мод» оказалась на открытой воде. Научные наблюдения можно было вести только с борта судна. 12 июня 1924 года было сделано неприятное открытие: во вновь вскрытом продовольственном ящике вместо консервных жестянок обнаружили толь и кирпичи. Ещё раньше выяснилось, что в США похитили более половины запаса табака и сладостей и весь паштет из дичи. Свердруп в дневнике писал, что если бы судно было раздавлено льдами, подобные «открытия» означали бы неизбежную гибель полярников. Выйти из дрейфа не удавалось, вокруг «Мод» были поля сала и битого льда. Во время торошения льда 22 июня «Мод» сильно накренилась, в трюмах произошло опрокидывание грузов, команда была готова эвакуироваться. Однако напор льда вскоре стих, и корабль удалось спасти. Свердруп в дневнике отметил, что где-то в этих местах в июне 1902 года погиб барон Толль. Исследователь в тот период вскрыл природу приливных волн в архипелагах Восточно-Сибирского моря и пришёл к выводу, что не существует никакой крупной суши в Центральной Арктике.
10 июля «Мод» впервые пошла своим ходом, но 12 июля была вновь остановлена торосами в виду острова Фаддеевский. Дрейф далее шёл в том же районе, где Эдуард Толль якобы наблюдал Землю Санникова. Попытка пробиться к югу была сделана 9 августа, но была безрезультатна. 13 августа Свердруп и Хансен высадились на острове Фаддеевский, где обнаружили заросли маков, богатейшие колонии птиц и останки мамонтов. На борт «Мод» был доставлен метровый обломок клыка. 18 августа «Мод» с севера обогнула остров Котельный. На траверзе Колымы встретили сплочённый лёд: стало ясно, что к Берингову проливу пройти не удастся. У острова Четырёхстолбового «Мод» встала на очередную зимовку. На суше оборудовали научные павильоны, развернули оборудование, 2 ноября Олонкин вновь восстановил радиосвязь. В июле 1925 года льды полностью растаяли, прошли две сильные грозы с молниями и ливнями. Однако только к середине августа удалось выйти к Берингову проливу, а до Сиэтла добрались 4 октября 1925 года.

## Дальнейшая судьба «Мод»

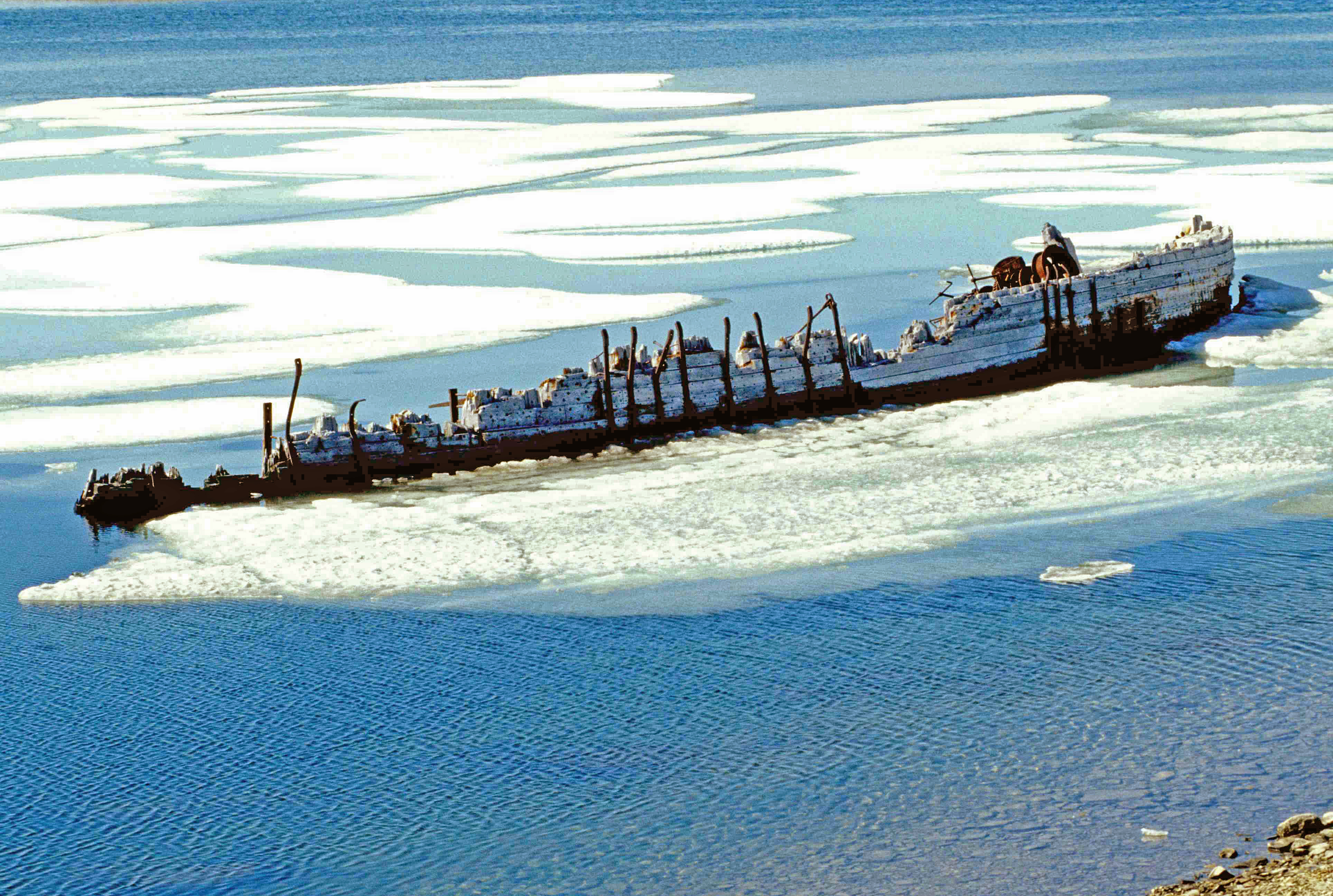
Выступающий из воды борт затопленной «Мод». 28 июня 1998 года

### Продажа и затопление
5 октября 1925 года «Мод» в Сиэтле была арестована кредиторами и принудительно выставлена на аукцион. К тому времени правительственная субсидия закончилась, Амундсен оказался в долгу перед своими американскими поверенными, один из которых приступил к построению «финансовой пирамиды», и в сентябре 1924 года Амундсен объявил себя банкротом. За 40 000 долларов шхуна была продана Компании Гудзонова залива. После продажи судно переименовали в «Бэй-Мод» (Baymaud) и перегнали в Ванкувер, где слегка перестроили: добавили надстройку на верхней палубе и несколько изменили планировку жилых помещений. 21 июня 1926 года «Бэй-Мод» отплыла на Север, гружённая строевым лесом и керосином в банках. Она посетила базы на островах Хершел и Бейлли, а далее двинулась по Северо-Западному проходу до юго-западного побережья острова Виктория. Главной целью было строительство зимовочной базы Форт-Хармон. Далее судно зазимовало в Бернард-Бэй, и в августе 1927 года было остановлено мелководьем у деревни Кеймбридж-Бей, где предстояло основать ещё одну базу. «Бэй-Мод» стала плавучим зимовьем и базой снабжения, использовалась её радиостанция, которая дважды в сутки передавала метеорологические данные — это были первые регулярные радиосообщения в полярную ночь. В 1930 году началась протечка сальникового устройства гребного винта, а поскольку не было водолазного оборудования и подготовленной базы, судно затонуло на мелководье в точке с координатами 69°07′08″ с. ш. 105°01′12″ з. д.; летом были частично видны правый борт и корма. В 1931 году было извлечено некоторое оборудование; в 1933 году часть древесины палубной надстройки использовали для строительства склада на берегу. Судя по ряду сообщений, в 1934 году ещё были на месте мачты и стеньги.

### Проект подъёма и его реализация

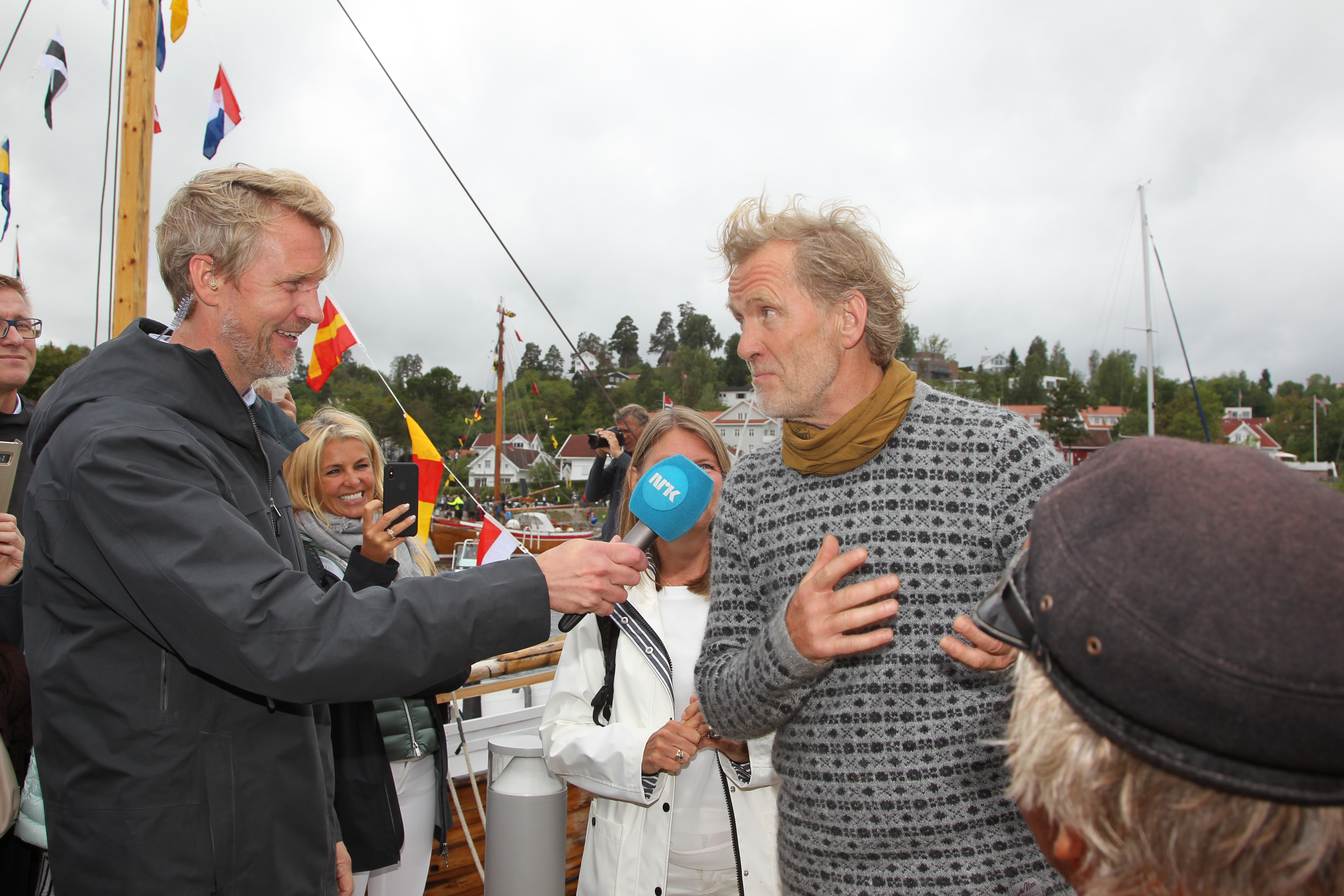
Ян Вангор даёт интервью после возвращения «Мод» в Норвегию. Воллен, 18 августа 2018 года

В 1990 году коммуна Аскера выкупила «Мод» у владельца за символическую цену в 1 доллар; тогда же было объявлено о плане подъёма корпуса и возвращения его в Воллен для реставрации. Бюджет операции был оценен в 8,8 млн крон на подъём и ещё 11,2 млн крон для возвращения корпуса в Норвегию. Общая сумма перевозки и реставрации оценивалась некоторыми источниками в 230 миллионов. Норвежские ныряльщики обследовали корпус и пришли к выводу, что он в хорошем состоянии, и может быть поднят и своим ходом отбуксирован. Хотя в холодной воде деревянная конструкция осталась невредимой, был сделан прогноз, что её состояние ухудшится к 2000 году. В 1992 году муниципалитет Кеймбридж-Бей предложил сотрудничество Музею Фрама, в 1993 году было получено разрешение на вывоз останков «Мод» в Норвегию (как «экспорт канадских культурных ценностей»), но этом проект застопорился. Эксперты в 1996 году заявили, что корпус в плохом состоянии из-за ледовых сжатий, и к 2001—2006 году будет бесперспективным для реставрации. В 1995—1996 годах обследование «Мод» провёл морской археолог Джеймс Дельгадо, который опроверг аргументы скептиков.
Шесть лет подъёму «Мод» посвятил норвежский специалист Ян Вангор. 7 июня 2011 года коммуна Аскера передала все права на судно проектной группе Maud Returns Home, которая принадлежала компании Tandberg Eiendom, занимающейся сохранением природы и локальной городской среды Аскера. Было объявлено, что в Воллене будет построен «Музей „Мод“». 31 июля 2016 года команде Вангора удалось поднять судно. Работы можно было производить только в краткий период полярного лета, были использованы 50 надувных колоколов, каждый с подъёмной силой около 4 тонн. Оказалось, что благодаря качественным материалам и форме корпуса он отлично сохранился. Организаторы операции объявили, что после очистки и просушки судно будет перевезено в Норвегию.

Подъём «Мод»
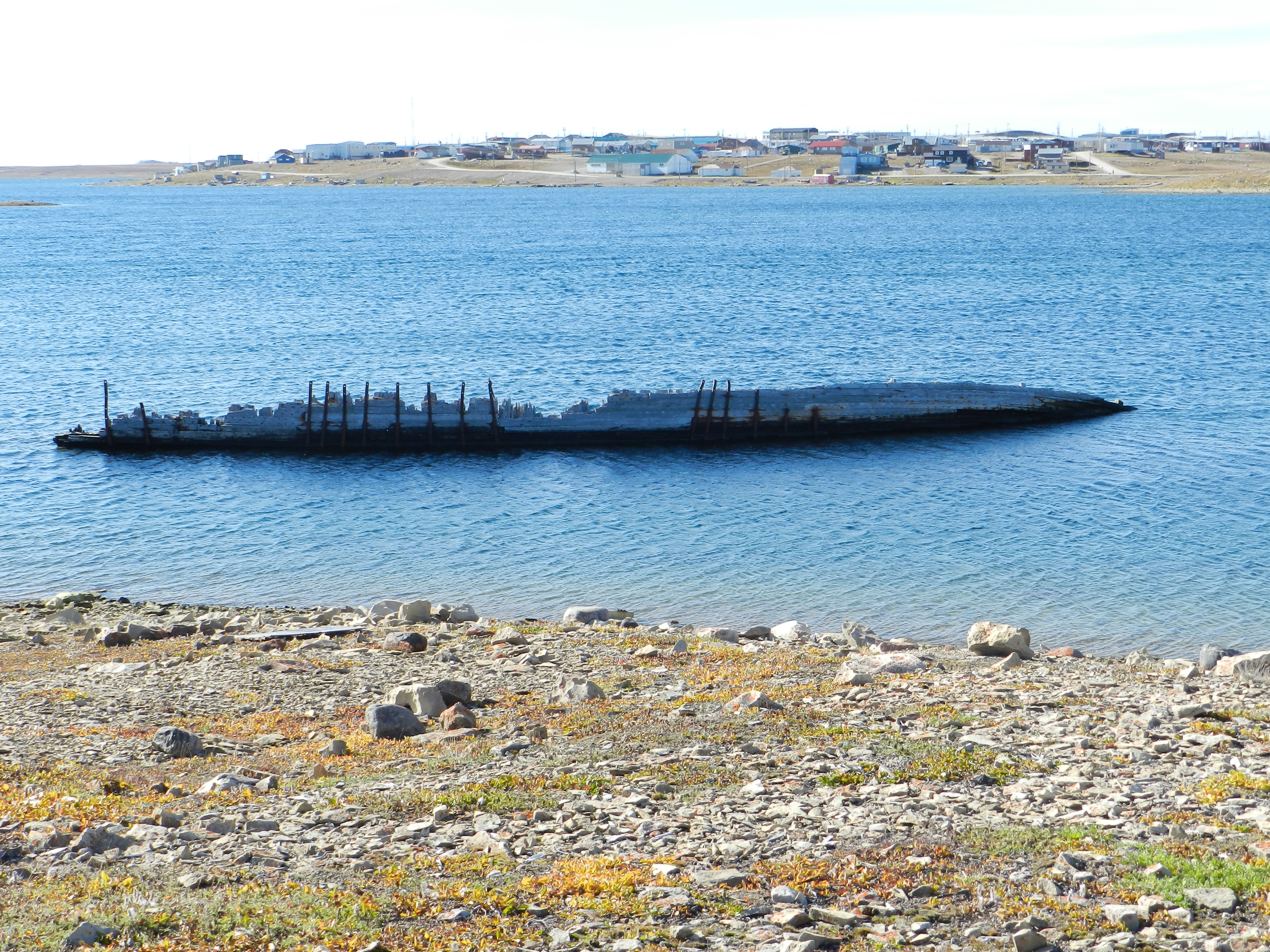
Затопленный корпус «Мод» 26 августа 2012 года
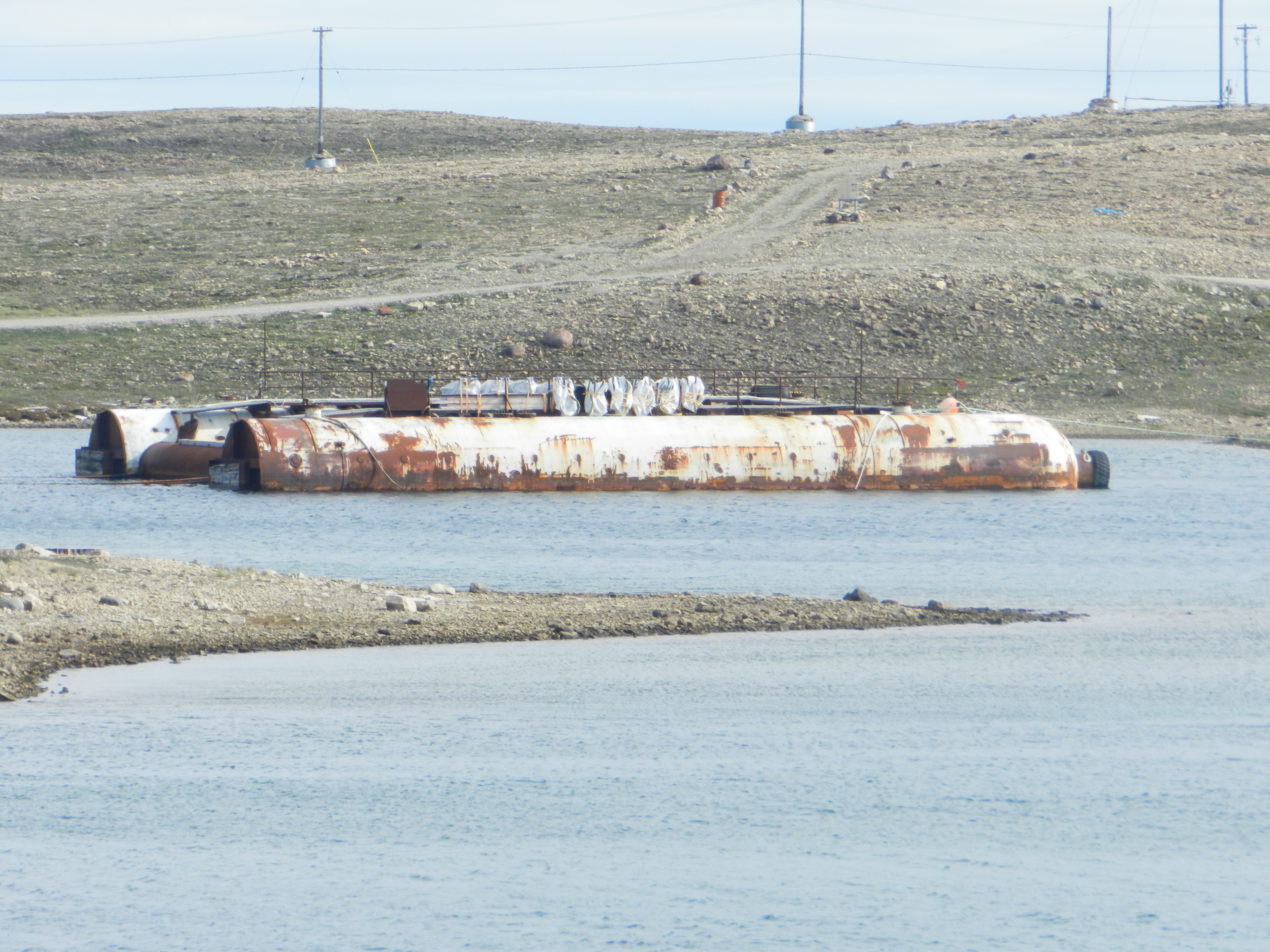
Понтоны и надувные колокола 17 июля 2016 года
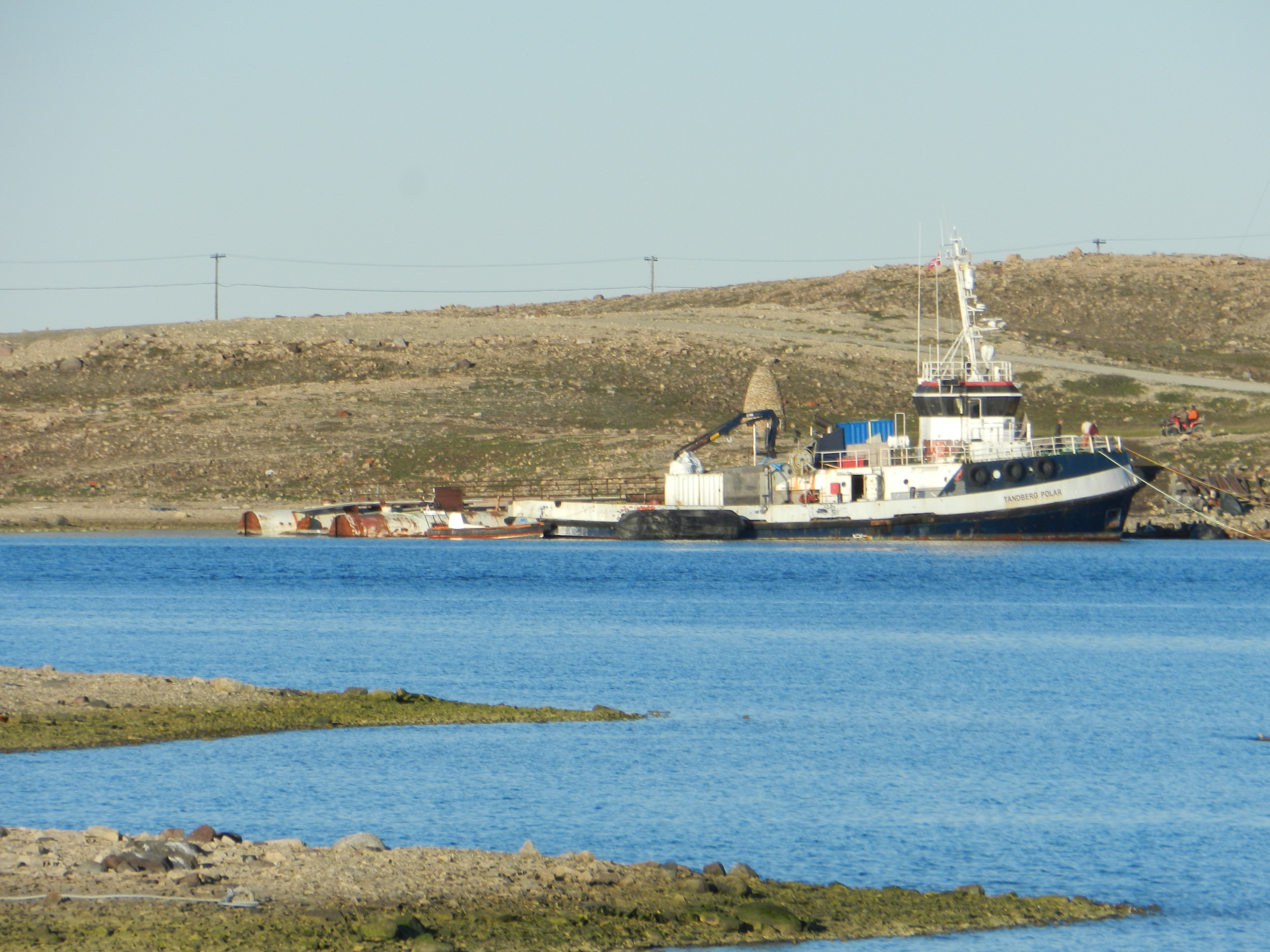
Подъёмные работы 2 августа 2016 года
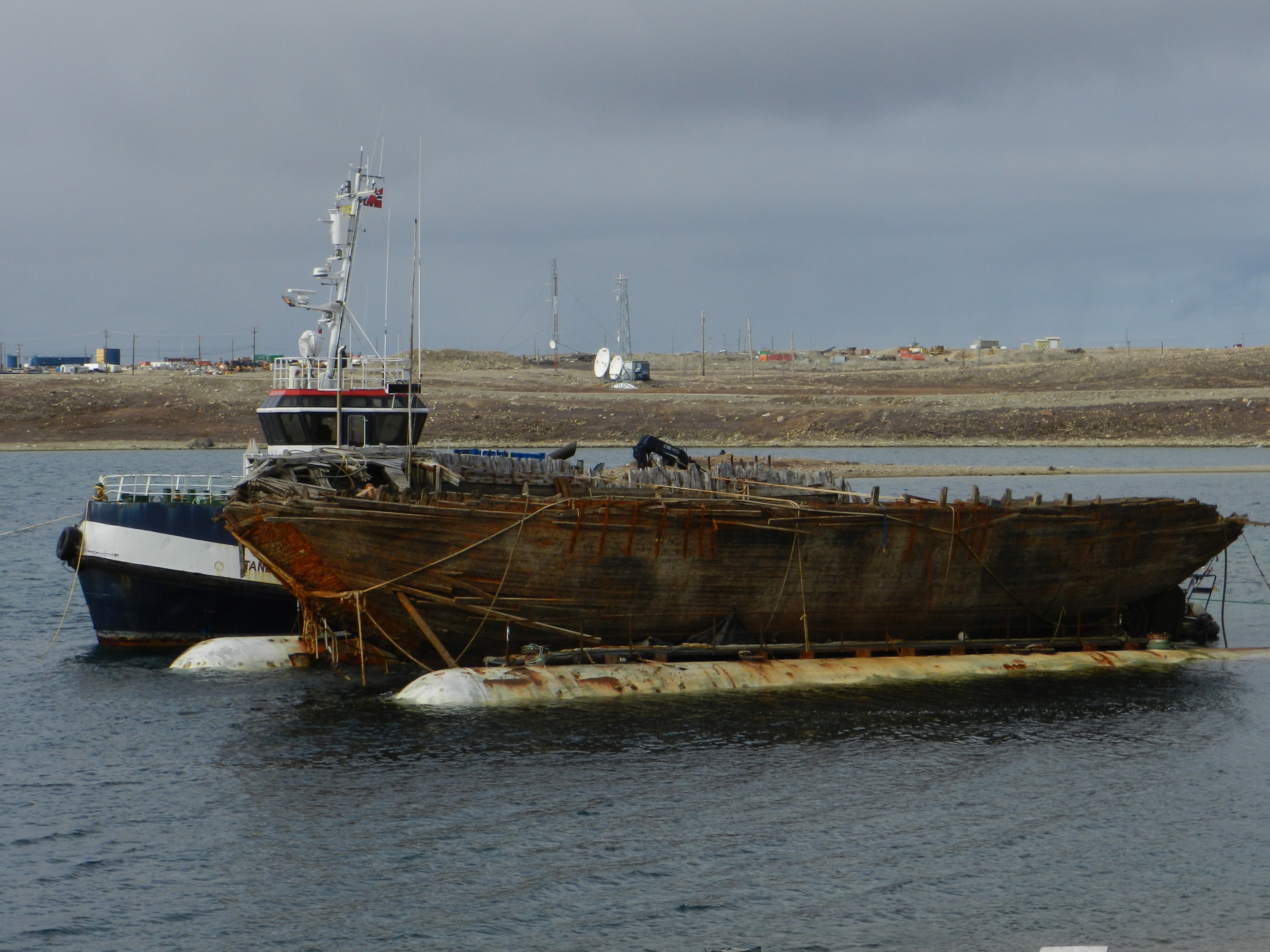
Поднятый корпус на понтоне 10 сентября 2016 года

## Возвращение

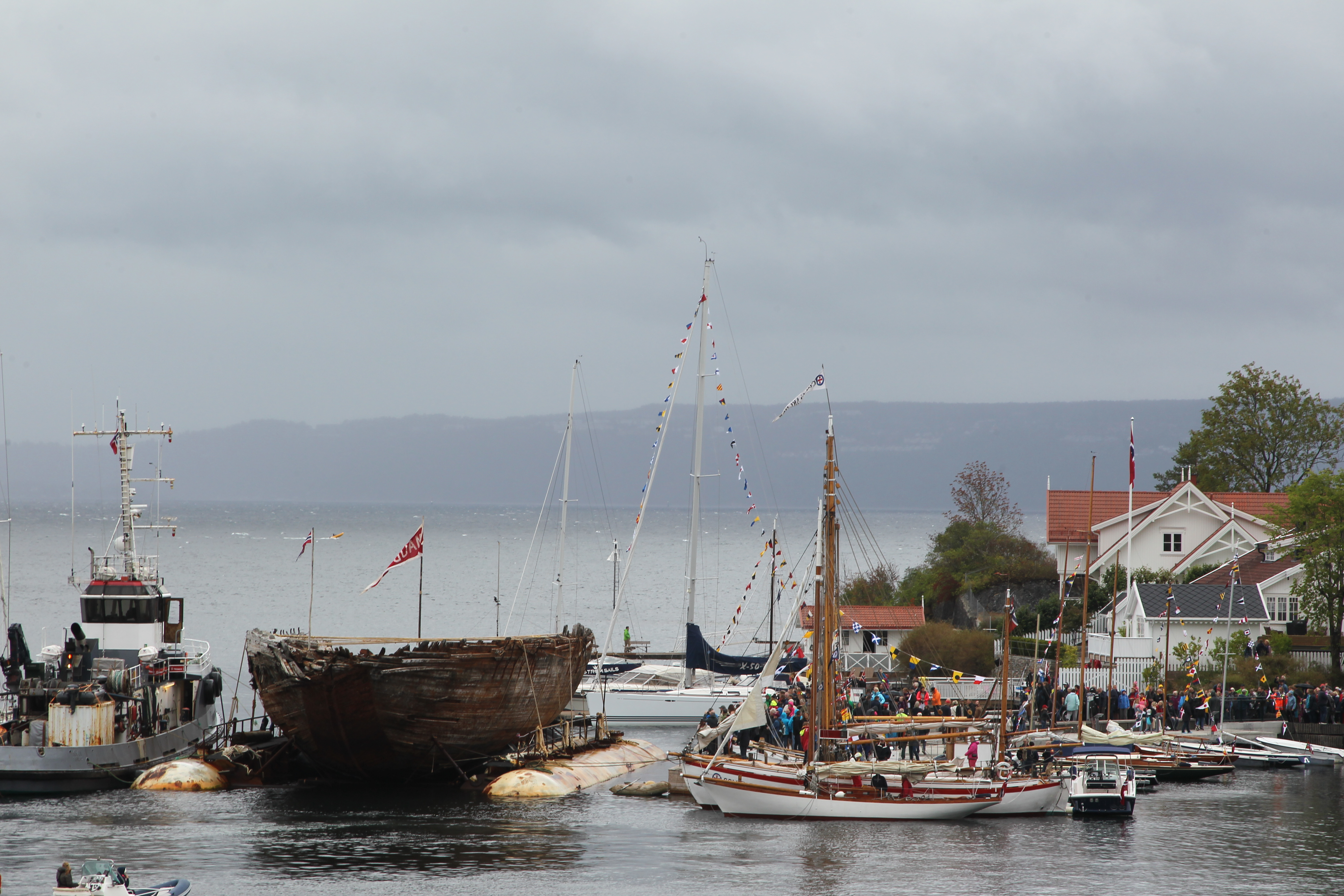
Прибытие «Мод» в Воллен. 18 августа 2018 года

18 июня 2017 года Ян Вангор сообщил, что «Мод» хорошо перенесла зиму 2016—2017 годов и начался медленный процесс сушки. Часть внутренних помещений, в том числе шпилевой отсек, ещё не очищались от ила и мусора. Предполагалось, что когда в августе Северо-Западный проход освободится ото льда, можно будет перевезти корпус в Гренландию и устроиться на вторую зимовку. Эти планы полностью оправдались: 10 августа 2017 года началась буксировка корпуса в Гренландию. 17 сентября Ян Вангор сообщил в Facebook, что судно благополучно прибыло в Аасиаат для второй зимовки; буксир Tandberg Polar тянул его на понтоне со скоростью 4 узла, причём связка буксир — понтон отлично показала себя во время волнения. В феврале 2018 года было объявлено о дальнейших планах перевозки «Мод» в Норвегию: решено, что судно пойдёт от Гренландии также на понтоне, поскольку погрузка его на сухогруз обойдётся слишком дорого и нет уверенности, что корпус не получит дополнительных повреждений. График буксировки зависел от погоды в Северной Атлантике летом 2018 года. В июне 2018 года шхуна на понтоне отправилась в Норвегию, сделав по пути остановки в Исландии и на Фарерских островах. 8 августа корпус достиг Бергена, и 18-го должен быть доставлен в Воллен — к месту реставрации. Также планируется открыть в Воллене музей мореплавания, главным экспонатом в котором будет сама «Мод».